# Hockley County
Hockley County je okres ve státě Texas v USA. Žije zde přibližně 22 tisíc obyvatel. Správním městem okresu je Levelland. Celková rozloha okresu činí 2 353 km².